# Шнайдер, Анна Сергеевна
А́нна Серге́евна Шна́йдер (род. 21 июня 1976, Томск) — российская тележурналистка, телеведущая, главный редактор детского познавательного телеканала «О!» (с 2016 года), ранее работала с января 2003 по апрель 2006 года на канале «НТВ» и с июля 2006 по апрель 2014 года — на канале «Россия-24» за 11 лет.

## Биография
Родилась 21 июня 1976 года в Томске.
Окончила факультет культурологии Томского государственного университета.
Преподавала мировую художественную культуру и этикет в гимназии, играла в Томском камерном драматическом театре под руководством А. Н. Буханченко.
Работала ведущей информационных программ в телекомпаниях NTSC (Томск) и «41-Домашний» (Екатеринбург).
В 2003 году Анна получила премию «ТЭФИ» в номинации «Лучшая телеведущая региональных новостей»[уточнить].
С января 2003 по апрель 2006 года вела утренние и дневные выпуски новостей на канале «НТВ».
С июля 2006 по апрель 2014 года — ведущая круглосуточного информационного телеканала «Россия-24» (до 1 января 2010 года — «Вести»). 1 июля 2006 года (в 19:00 по московскому времени) стала ведущей первого выпуска новостей, с которого началось официальное эфирное вещание телеканала «Вести».
В мае 2009 года проводила телемост с участием президента России Дмитрия Медведева.
В 2011 году во время выборов в Государственную думу на канале «Россия-24» вела вместе с телеведущим Иваном Кудрявцевым передачу, во время которой зрители увидели таблицу, где сумма процентов голосов за все партии, поданных в Ростовской области, превышала 146 %.
26 апреля 2012 года участвовала в конференции президента России Дмитрия Медведева с журналистами российских телевизионных каналов, в качестве журналиста от ВГТРК.
С 2016 года — главный редактор детского познавательного телеканала «О!», входящего в пакет тематических каналов «Цифровое Телесемейство» компании «Первый канал. Всемирная сеть» (начал вещание 7 февраля 2017 года).

## Семья
Муж (с 6 августа 2005) — журналист Алексей Пивоваров.
Сын — Иван.
Родители Анны живут в Томске.